# Villingili (Malé)
Cette page contient des caractères et des mots thâna comme ހ ou ފ. En cas de problème, consultez l’article Thâna ou testez votre navigateur.
Pour les articles homonymes, voir Villingili.
Villingili, en divehi ވިލިންގިލި, est une île des Maldives située dans l'atoll Malé Nord. Sous le nom de Vilimalé, elle est considérée comme étant le 5e district de la ville de Malé, la capitale du pays située à 1,5 km à l'ouest. Une prison y était établie, se trouvant désormais sur Dhoonidhoo.
Le pont Thilamalé en construction reliera l'île à Malé et Thilafushi via Gulhifalhu.